# (46095) Frédérickoby
(46095) Frédérickoby – planetoida z pasa głównego asteroid okrążająca Słońce w ciągu 5 lat i 237 dni w średniej odległości 3,17 au Została odkryta 15 marca 2001 roku w obserwatorium astronomicznym w Vicques. Nazwa planetoidy pochodzi od Frédérica-Edouarda Koby’ego (1890–1969), okulisty i paleontologa. Przed jej nadaniem planetoida nosiła oznaczenie tymczasowe (46095) 2001 ER25.